# William Hope (Schauspieler)
William „Bill“ Hope (* 2. März 1955 in Montreal, Québec, Kanada) ist ein kanadischer Schauspieler.
William Hope ist der Bruder des Schauspielers Barclay Hope. Er hat Gastauftritte in vielen Fernsehserien und bekannte Nebenrollen, wie bei Aliens – Die Rückkehr (1986) oder xXx – Triple X (2002). Sein Schaffen umfasst mehr als 170 Produktionen.

## Filmografie (Auswahl)

### Filme
- 1981: Scanners – Ihre Gedanken können töten (Scanners)
- 1983: Verflucht sei, was stark macht (The Lords of Discipline)
- 1985: Behind Enemy Lines (Fernsehfilm)
- 1986: Aliens – Die Rückkehr (Aliens)
- 1986: The Last Days of Patton (Fernsehfilm)
- 1987: Going Home
- 1988: Hellbound – Hellraiser II (Hellbound: Hellraiser 2)
- 1989: Die Muschelsucher (The Shell Seekers, Fernsehfilm)
- 1992: Wie ein Licht in dunkler Nacht (Shining Through)
- 1993: Dropping the Baby
- 1994: Bombenalarm in der Schule – Eltern zittern um ihre Kinder (To Save the Children, Fernsehfilm)
- 1997: The Vanishing Man (Fernsehfilm)
- 1997: The Saint – Der Mann ohne Namen (The Saint)
- 2000: Obedience
- 2001: Sword of Honour – Im Dienst der Krone (Sword of Honour, Fernsehfilm)
- 2002: Fields of Gold (Fernsehfilm)
- 2002: xXx – Triple X
- 2003: Labyrinth
- 2003: Cockroach Blue
- 2004: Sky Captain and the World of Tomorrow
- 2004: Headhunter: Redemption (Stimme)
- 2005: Kameo: Elements of Power (Stimme)
- 2005: The Marksman – Zielgenau (The Marksman)
- 2005: Submerged
- 2005: Constantine (Stimme)
- 2005: X3:Reunion (Stimme)
- 2006: The Eagle Falls (Fernsehfilm)
- 2006: Avenger – Ein Mann im Fadenkreuz (Avenger, Fernsehfilm)
- 2006: The Detonator – Brennender Stahl (The Detonator)
- 2006: 9/11 – Die letzten Minuten im World Trade Center (9/11: The Twin Towers)
- 2007: Inspector Barnaby – Das Tier in Dir (The Animal Within, Fernsehfilm)
- 2007: The Walker
- 2007: Trade Routes
- 2007: Rin Tin Tin (Finding Rin Tin Tin)
- 2008: Dark Floors
- 2009: Sherlock Holmes
- 2010: Whistleblower – In gefährlicher Mission (The Whistleblower)
- 2010: Legacy
- 2011: The Lady
- 2013: Unter Feinden – Walking with the Enemy (Walking with the Enemy)
- 2013: Spider City – Stadt der Spinnen (Spiders 3D)
- 2013: Agatha Christie’s Marple – Mord nach Maß (Endless Night, Fernsehfilm)
- 2017: Nightmare – Schlaf nicht ein! (Slumber)
- 2018: The Catcher Was a Spy
- 2022: Texas Chainsaw Massacre
- 2022: The Son
- 2024: Bagman

### Serien
- 1984: Blutsbande (Lace, 2 Episoden)
- 1993: The Hidden Room (Episode 1x15)
- 1993: Die Waffen des Gesetzes (Street Legal, Episode 8x05)
- 1995: As Time Goes By (Episode 4x10)
- 1996: Drop the Dead Donkey (Episode 5x02)
- 1997: Bodyguards (Episode 1x04)
- 1999: The Ambassador (Episode 2x05)
- 1999: Gimme, Gimme, Gimme (Episode 1x06)
- 2004: Dunkirk (3 Episoden)
- 2005: Coming Up (Episode 3x07)
- 2005: Broken News (Episode 1x06)
- 2006: Außer Kontrolle – Katastrophen, die die Welt in Atem hielten (Surviving Disaster, Episode 1x06)
- 2006: If… (Episode 3x01)
- 2011: Spooks – Im Visier des MI5 (Spooks, 6 Episoden)
- 2018–2019: Deep State (7 Episoden)
- 2024: Eric (4 Episoden)
- 2024: Black Doves (4 Episoden)